# جورج سبرينغر
جورج سبرينغر (بالإنجليزية: George Springer) (3 سبتمبر 1924 - 18 فبراير 2019) عالم رياضيات وعالم كمبيوتر. وكان أستاذ فخري لعلوم الكمبيوتر بجامعة إنديانا.